# Aurel Zaremba

Coperta volumului Deschidere

Aurel Zaremba sau A. Zaremba (n. 21 iulie 1908, Iași - d. 9 august 1930, Iași), cunoscut și sub pseudonimul Azar, a fost un poet român de avangardă. A locuit în cartierul ieșean al Tătărăștilor. A fost redactor-șef la revista XX - literatură contimporană și colaborator la revista unu a lui Sașa Pană și la revista Prospect a prietenului său Virgil Gheorghiu. N-a publicat niciun volum în timpul vieții. Cu ocazia morții sale timpurii, a apărut în revista unu o pagină colectivă, Aurel Zaremba - Închidere, cu tributuri de Sașa Pană, Stephan Roll, Ilarie Voronca, Alexandru Dimitriu-Păușești și Raul Iulian. După moarte, poemele sale au fost adunate de Sașa Pană în volumul Deschidere (incluzând un portret de Jules Perahim), care a fost tipărit într-un tiraj de 151 de exemplare la editura unu în 1933.

## Fragmente din poemul "Deschidere"
„3

Aerul se colorează-n fluturi
curcubee-n horă

leneviri de brațe de argint
revărsate-n maluri
foi de cositor întind
ciripiri

pădurea ca un șal
își scutură franjurile

în gelatina dimineții
mugurii înfloresc păsări

7

Descompus pământul
transpiră-n porii văilor

baghetele florilor
mențin orchestrația câmpului

antenele soarelui
culeg rămășițele nopții

aninat de botul vacilor
iazul se leagănă ca o plasă

săgețile păsărilor
se desprind din rețeaua pădurii

fularul cărărilor
se deapănă pe mosorul copacilor

pisicile panselelor
torc iedera luminii

11

Funingine de voal
împresurat de fildeșul umerilor
căile luminii s-au închis
cu lacăte de nouri
poduri albe se aștern
ca fețe de mese
tremurul corăbiilor
cu pânze de ape
apele sunt acoperite
cu pânzele corăbiilor

glasul pescărușilor
ca zborul libelulei
printre gene - gratiile ochilor
privirile ca porumbei
se aruncă deasupra orașului
drumurile-s așternute cu covoare
arcurile nopții
au înflorit lumini de artificii
pasul dezgroapă ecourile trecutului”